# 東大阪ジャンクション
東大阪ジャンクション（ひがしおおさかジャンクション）は、大阪府東大阪市にある阪神高速13号東大阪線・近畿自動車道の交差分岐である。阪神高速側には東大阪荒本出入口が併設されている。

## 接続する道路
- 阪神高速13号東大阪線(13-05)
- E26 近畿自動車道（6番）

## 隣
阪神高速13号東大阪線
(13-04)長田出入口/TB（TBは西行のみ） - (13-05)東大阪JCT/(13-06)東大阪荒本出入口 - (13-07)中野出入口
E26 近畿自動車道
(4)大東鶴見IC - (5)東大阪北IC - 東大阪PA（下り線のみ） - (6)東大阪JCT - (7)東大阪南IC - (8)八尾IC